# ファット・ガール 愛はサイズを超える
『ファット・ガール 愛はサイズを超える』（ファットガール あいはサイズをこえる、Phat Girlz）は、2006年のアメリカ合衆国のロマンティック・コメディ映画。ネジェスト・リケ監督。

## ストーリー
デパートの洋服売り場で働くジャズミンは、幼いころから肥満体型であり、周りからの嫌がらせは腕っぷしの強さと毒舌で切り抜いてきた。いつかデザイナーになっておしゃれな服を作りたいという夢があるが、なかなかうまくいかずにいた。
ある日、ダイエット食品のキャンペーンに当選した彼女は、同じデパートで働くステイシーと、いとこのミアを連れて高級ホテルへと向かった。
そこで出会った、ナイジェリアから来たと言う医者のトゥンデ。この体型だから振り向かれないだろうと考えていたが、アフリカではやせているよりも太っているほうがもてるということで逆に気に入られるジャズミン。
トゥンデの連れ2人は、同じく肥満体型のステイシーを気に入り、スリムなミアには見向きもしなかった。
ジャズミンは幸せな日々を送るが、やはり自分の体にコンプレックスを抱いてしまう。

## キャスト
- ジャズミン：モニーク（雨蘭咲木子）
- ミア：ジョイフル・ドレーク（岡本麻弥）
- トゥンデ：ジミー・ジャン=ルイス（森川智之）
- ステイシー：ケンドラ・C・ジョンソン（安達忍）
- アキボ：ゴッドフリー（落合弘治）
- グッドウィン：ダヨ・エイド（星野充昭）
- ディック：ジャック・ノーズワージー（根本泰彦）
- ロバート・マイヤー：エリック・ロバーツ（安井邦彦）

その他声の出演：伊藤和晃、根本圭子、奈良徹、荒井静香、大鐘則子、石塚理恵、堀越省之助、すずき紀子、八木かおり、植竹香菜
＜日本語版制作スタッフ＞
演出：蕨南勝之
翻訳：荒木小織
制作：ビデオテック